# Den Dam (Hellendoorn)
Den Dam was een havezate in de Nederlandse plaats Hellendoorn, provincie Overijssel. De havezate is eeuwenlang verbonden geweest aan de adellijke familie Schaep.
Op de locatie van de verdwenen havezate ligt een sportpark.

## Geschiedenis
Eind 14e eeuw erfde Rixa ten Damme goederen in Hellendoorn van haar vader Evert en haar broer Engelbert. Ze was gehuwd met Hendrik Schaep. Hun zoon Evert volgde zijn vader in 1413 op als eigenaar van de goederen. Evert trouwde met Griete van Keppel. De goederen in Hellendoorn kwamen vermoedelijk in bezit van hun zoon Hendrik of diens echtgenote Hadewijch van Beveren. In 1416 werd het goed vermeld als de Hof te Hellendoorn.
In 1503 werd Hendrik Schaep, zoon van Hadewijch, met de Hof beleend. Op dat moment was de Hof te Hellendoorn leenroerig aan het Huis Almelo.

### Bouw van het woonhuis
Hendrik Schaep liet in het eerste kwart van de 16e eeuw een woonhuis bouwen op de Hof. Hij bezat tevens goederen in Windesheim en gebruikte deze om de bouw van het huis in Hellendoorn te financieren. Hendrik was ook lid van de ridderschap. Uit zijn huwelijk met Anna van Ossenbroeck kwam een zoon die eveneens Hendrik heette en in 1531 zijn vader opvolgde als eigenaar van de bezittingen te Hellendoorn. Het is niet duidelijk wanneer deze Hendrik overleed, maar hij is begraven in Duitsland en liet zijn bezittingen na aan zijn zoon, die ook weer Hendrik heette.
De jonge Hendrik werd in 1553 met de Hof beleend, onder hulderschap van Claes van Bevervoorde, de tweede echtgenoot van Anna van Ossenbroeck. Hendrik trouwde in 1562 met Agnes van Echten. Hij was lid van de ridderschap, maar hij kreeg ernstige psychische problemen. De Hof kwam uiteindelijk terecht bij Lutgerd van Voorst van de Grimberg, de weduwe van een van Hendriks kinderen. Zij nam van 1611 tot 1631 ook de functie van markerichter van Hellendoorn waar, een functie die aan de Hof was verbonden. In 1629 werd de boedel verdeeld, waarbij de Hof toekwam aan zoon Hendrik Schaep.

### Eén leengoed
Hendrik Schaep (1597-1665) trouwde met Mechteld Sloet, maar zij overleed in het kraambed, waarna hij in 1637 in het huwelijk trad met Elisabeth Cunegonda van Haeften. Hendrik was sinds 1626 lid van de ridderschap vanwege zijn bezit van de Hof, die toen bekend stond als havezate Den Dam. Hendrik noemde zichzelf ook Schaep tot den Dam.
Hendrik deed in 1646 het verzoek aan de Staten van Overijssel om Den Dam, samen met enkele allodiale goederen, als één leen te mogen opdragen aan de provincie. Hiermee wilde Hendrik verdere versnippering van zijn eigendommen voorkomen. Aan het recht van havezate - en dus het lidmaatschap van de ridderschap - zat namelijk als voorwaarde verbonden dat de havezate minimaal 25.000 gulden waard moest zijn. Door de losse grondeigendommen samen te voegen tot één leengoed, werd het risico op versnippering aanzienlijk teruggebracht en bleef de waarde op peil. De Staten gingen met zijn voorstel akkoord.
Hij liet in de jaren 1645-1646 het huis Den Dam grondig vernieuwen.

### De laatste Hendrik
Na het overlijden van Hendrik Schaep in 1665 kwam Den Dam in bezit van zijn oudste zoon, volgens traditie ook getooid met de naam Hendrik (1643-1674). Deze Hendrik had een carrière in het leger en trouwde in 1671 met Anna Dorothea van Arnhem van Harsseloe. Al in 1672 kwam zij te overlijden in het kraambed, samen met hun kindje. Hendrik vertrok naar het westen van de Republiek, waar zijn schoonfamilie woonde. Hij stierf in 1674 in Den Haag. Den Dam werd geërfd door zijn broer Herman.

### Schaep en Van Wassenaer

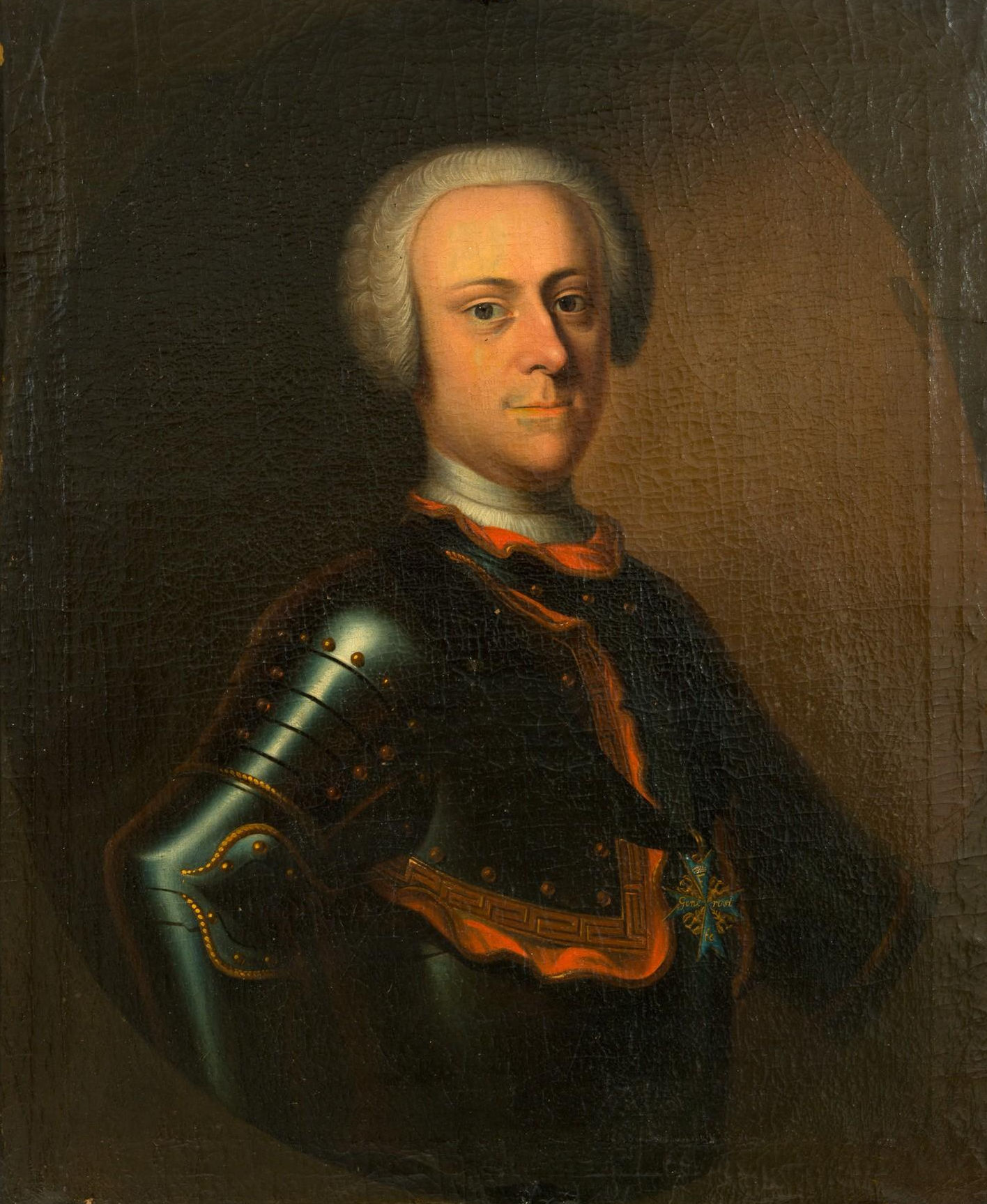
Alexander Carel van Heiden

Herman Schaep (†1677) was majoor van de cavalerie. Dankzij zijn bezit van de havezate Beerse was hij al sinds 1669 lid van de Overijsselse ridderschap. Na zijn eerste huwelijk met Maria Hoeufft hertrouwde hij met Petronella van Tuyll van Serooskerken, met wie hij een dochter kreeg: Hermelina Petronella Schaep (1677-1748). Herman zou de geboorte van zijn dochter echter niet meemaken: hij was te Sint-Omaars gewond geraakt en overleed nog vóór Hermalina's geboorte aan zijn verwondingen. Zijn weduwe Petronella stierf al in 1682, waardoor Hermelina onder voogdij van familie werd geplaatst.
In 1699 trouwde Hermelina met Willem van Wassenaer (1670-1719), een zoon van haar voogd. Het huwelijk leverde Willem het lidmaatschap op van de Overijsselse ridderschap. De havezate stond overigens sinds eind 17e eeuw regelmatig leeg en ook Hermelina en Willem zullen er weinig zijn geweest.
In 1738 verkocht weduwe Hermelina de havezate aan Alexander Carel van Heiden (1709-1776).

### Speculatie
Alexander Carel van Heiden ging samen met zijn vrouw Esther de Jaussaud en zijn schoonmoeder op de havezate Den Dam wonen. Het stel kreeg hier twee kinderen.
Toen Alexander in 1748 werd benoemd tot landdrost van Drenthe, verkocht hij Den Dam aan Paulus Benelle en diens vrouw Anna Divera Kick Pancras. Dit echtpaar gebruikte Den Dam en de eveneens aangekochte havezate Windesheim als speculatie-objecten. De schulden op Den Dam bleken echter zo hoog dat de havezate in 1752 publiekelijk moest worden verkocht.

### Van der Wyck
De nieuwe eigenaar in 1752 werd Johannes Conradus Bouwmeester, schout van Hellendoorn. Hij had de havezate aangekocht ten behoeve van Leopold Casimir van Rechteren van de Collendoorn (†1788). Leopold werd in 1757 met Den Dam beleend. Hij verkocht de havezate aan Derk van der Wyck, die er in 1774 mee werd beleend.
Derk van der Wyck trouwde met Henriëtte Brouwer. Het stel kreeg tien kinderen. De jongste van het gezin was Anna Elisabeth Maria, die in 1778 op Den Dam werd geboren. Zij trouwde met haar neef Carel Anastasius Leopold van der Wyck en het stel bleef woonachtig op Den Dam. Toen beiden in 1811 waren overleden bleef hun driejarige zoontje Pieter alleen achter, waarna Den Dam werd verkocht aan Johannes van der Plas Bouwmeester.

### Bouwmeester
Johannes van der Plas Bouwmeester (†1831) was een zoon van Johannes Conradus Bouwmeester, degene die in 1752 Den Dam had gekocht. Beiden waren actief geweest als schout van Hellendoorn en zoon Johannes zou in de Franse tijd de eerste burgemeester van Hellendoorn worden. Na zijn overlijden in 1831 ging Den Dam naar zijn neef Johannes Conradus, die tevens het burgemeesterschap van Hellendoorn overnam.

### Afbraak
In 1861 volgde een openbare verkoop van Den Dam. De nieuwe eigenaar werd Adriana Johanna Ninaber, maar zij kocht alleen de gronden aan: het huis zelf werd in 1862 ter afbraak verkocht. Na haar dood in 1887 vererfde Den Dam aan Albertus Johannes van Riemsdijk. Zijn nazaten verkochten het goed in 1958 aan de gemeente Hellendoorn. Na egalisatie van het terrein en het dempen van de grachten werd het voormalige Den Dam gebruikt voor woningbouw en een sportpark. In 1968 werden nog de fundamenten van de havezate aangetroffen tijdens de aanleg van het sportpark.

## Beschrijving
Het trapeziumvormige, omgrachte complex was ongeveer 120 bij 120 meter groot. Er was geen aparte voorburcht. Het hoofdgebouw had een afmeting van 21 bij 16 meter, met een hoog zaalgebouw van 21 bij 9 meter groot. Op het complex stond een bouwhuis. Tussen de havezate en de Regge lag het grand canal.
Op 19e-eeuwse tekeningen is een huis te zien dat bestond uit drie evenwijdige vleugels. De middelste vleugel was het langst en tevens het hoogst. Het huis had versieringen in renaissancestijl.
Bij de openbare verkoop in 1861 werd Den Dam omschreven als een herenhuis met schuur, tuin vijver en grachten.
Ahnem · Den Alerdinck · Arendshorst · Arkelstein · Averbergen · Beerze · Den Berg · Bergentheim · Blankena · Borgele · Boskamp · Boxbergen · Bredenhorst · Buckhorst · Campherbeek · Collendoorn · Den Dam · Dieze · Dingshof · Den Doorn · Hof te Dorth · Eerde · Egede · De Gelder · Gerner · Glinthuis · Gramsbergen · De Groote Scheere · De Grote Weede · De Haere · Haerst · Hagenvoorde · Heemse · Herxen · Hoenlo · Hofstede · 't Hogeholt · Hogenhof · 't Hoogehuis · Junne · Kranenburg · Krijtenberg · De Kuile · Het Laar · Langeveldslo · Leemcule · Luttenberg · Melenhorst · Mennigjeshave · Nijenhuis · Oosterveen · Den Ordel · De Pol · Pothof · Rande · Rechteren · Het Reelaer · Rhaan · Rollecate · Rutenberg · Schoonheten · Schuilenburg · Vechterweerd · Velner · Venebrugge · Verborg · Voorst · Vrieswijk · Werkeren · Westerveld · Windesheim · Wittenstein · Wolfshagen · Zuthem
Den Aalshorst · Den Alerdinck · Huis Almelo · Arkelstein · Averbergen · Azoelen · Backenhagen · Bellinckhof · Den Berg · Huis Bergentheim · Beugelskamp · Beverfeurde · Blankena · Hof te Boekelo · Borgbeuningen · Havezate Boskamp · Boxbergen · Havezate Brecklenkamp · Bredenhorst · Buckhorst · Campherbeek · Colckhof · Den Dam · Huis Diepenheim · Dingshof · Dubbelink · Kasteel Eerde · Egede · Havezate Elsen · Everlo · Landgoed Frieswijk · Glinthuis · Huis Gramsbergen · Grimberg · Grotenhuis · De Haere · Haerst · Hagmeule · Slot Hardenberg · Huis Heeckeren · Huis Hengelo · Herxen · Hofstede · Hogenhof · Hondeborg · Katenhorst · Kevelham · Kranenburg · De Kuile · Het Laar · Leemcule · Luttenberg · Mataram · Mennigjeshave · Nijenhuis (Diepenheim) · Nijenhuis (Olst-Wijhe) · Oldemeule · Olidam · Oosterhof · Huis te Ootmarsum · Den Ordel · Pekkedam · Pothof · Rande · Kasteel Rechteren · Het Reelaer · Rhaan · Rutenberg · Huis Saasveld · Havezate Schoonheten · Havezate Schuilenburg · Singraven · Stoevelaar · Kasteel Toutenburg · Twickel · Vechterweerd · Venebrugge · Kasteel Voorst · Warmelo · Wegdam · Weldam · Weleveld · Huis Werkeren · Westerflier · Wittenstein · Zuthem